# Volkswagen Tiguan
 (преслов. Фолксваген тигуан) је теренски аутомобил који производи немачка фабрика аутомобила Фолксваген. Производи се од 2007. године.

## Историјат
Конструисан је на механичкој платформи голфа 5, односно турана. По димензијама је нешто већи од њих, не само споља већ и у унутрашњем простору. Стилски је конструисан на основу већег Фолксвагеновог СУВ модела туарега.
Име тигуан се састоји од комбинације речи Tiger и Leguan, што на немачком значи тигар и игуана, које су изабрали читаоци немачког Ауто Билда у једној анкети. Друга могућа имена су била Namib, Rockton, Lager, Samun и Nanuk.

### Прва генерација (2007–2015)
Дебитовао је као концептно возило на салону аутомобила у Лос Анђелесу 2006. године, а у производном облику 2007. године на салону аутомобила у Франкфурту. Тигуан се веома брзо изборио за самосталан имиџ, а о томе говори велика потражња и поуздани и издржљиви мотори.
На Euro NCAP креш тестовима 2007. и 2009. године добио је максималних пет звездица за безбедност.
На салону аутомобила у Женеви марта 2011. године представљен је редизајн тигуана. Уопште аутомобил је унапређен, добија нове моторе, као и преду маску, фарове, задња стоп светла, нове помоћне системе као што је детекција умора возача, систем за контролу остајања у траци возила и друго. Према подацима JATO Dinamics, у Европи је 2014. године продато 150.300 модела тигуана, што га ставља на друго место у категорији СУВ возила иза кашкаја.
Може имати три нивоа опреме, Trend & Fun, Sport & Style за вожњу на путу и Track & Field за вожњу изван путева. Доступан је у верзијама са погоном на предњим точковима или са погоном на сва четири точка – 4MOTION. У понуди су верзије са шестостепеним мануелним или аутоматским мењачем и седмостепеним DGS мењачем, са електронски контролисаним двоструким квачилом (аутоматски мењач са одликама мануелног). Моторе које користи су, бензински од 1.4 TSI (122, 150 и 160 КС), 2.0 TSI (170, 180, 200 и 211 КС) и дизел мотори од 2.0 TDI (110, 140, 170 и 177 КС).
- 2007–2011
- 2007–2011
- 2007–2011
- 2011–2015
- 2011–2015

### Друга генерација (2016–)
Друга генерација је представљена на салону аутомобила у Франкфурту септембра 2015. године. Од претходника је дужи и шири, док му је висина смањена. Такође и пртљажни простор је повећан и износи 615 l. Захваљујући новој механичкој платформи маса возила је смањена за 50 кг у односу на прву генерацију. У Мексику ће се производити верзија са седам седишта и биће доступан само на неким тржиштима.
- 2016
- 2016